# Plantilla 2012-2013 de la secció d'handbol del Futbol Club Barcelona
La temporada 2012-2013, la plantilla del primer equip d'handbol del Futbol Club Barcelona era formada pels següents jugadors:
| N. | Jugador              | Jugador               | Data de naix. (Edat)   | Alç.   | Pes    | Posició          | Temp. |
| 1  | Sèrbia               | Arpad Šterbik         | 20 de novembre de 1979 | 200 cm | 119 kg | Porter           | 1     |
| 3  | Dinamarca            | Jesper Nøddesbo       | 23 d'octubre de 1980   | 199 cm | 93 kg  | Pivot            | 5     |
| 6  | Espanya              | Juanín García         | 28 d'agost de 1977     | 176 cm | 78 kg  | Extrem esquerre  | 7     |
| 8  | Catalunya            | Víctor Tomàs          | 15 de febrer de 1985   | 178 cm | 85 kg  | Extrem dret      | 9     |
| 9  | Espanya              | Raúl Entrerríos       | 12 de febrer de 1981   | 195 cm | 89 kg  | Central          | 2     |
| 10 | França               | Cédric Sorhaindo      | 7 de juny de 1984      | 193 cm | 100 kg | Pivot            | 2     |
| 11 | Espanya              | Dani Sarmiento        | 25 d'agost de 1983     | 186 cm | 76 kg  | Central          | 3     |
| 12 | Bòsnia i Hercegovina | Danjel Šarić          | 27 de juny de 1977     | 192 cm | 93 kg  | Porter           | 3     |
| 13 | ESP                  | Aitor Ariño           | 5 d'octubre de 1992    | 187 cm | 82 kg  | Extrem esquerre  | 1     |
| 17 | Espanya              | Ángel Montoro         | 10 d'abril de 1989     | 213 cm | 105 kg | Lateral dret     | 1     |
| 18 | Espanya              | Eduardo Gurbindo      | 8 de novembre de 1987  | 194 cm | 88 kg  | Lateral dret     | 1     |
| 20 | Suècia               | Magnus Jernemyr       | 18 de juliol de 1976   | 200 cm | 113 kg | Pivot            | 4     |
| 21 | País Basc            | Mikel Aguirrezabalaga | 8 d'abril de 1984      | 194 cm | 91 kg  | Lateral esquerre | 2     |
| 22 | Belarús · Espanya    | Siarhei Rutenka       | 29 d'agost de 1981     | 198 cm | 100 kg | Central          | 3     |
| 24 | Eslovàquia           | MartinStraňovský      | 12 de setembre de 1985 | 187 cm | 85 kg  | Esquerra         | 1     |
| 26 | Catalunya            | Albert Rocas          | 16 de juny de 1982     | 188 cm | 84 kg  | Extrem dret      | 5     |
| 27 | Catalunya            | Viran Morros          | 15 de desembre de 1983 | 199 cm | 95 kg  | Lateral esquerre | 2     |
| 29 | Brasil               | Johny Medina          | 7 de gener de 1993     | 195 cm | kg     | Pivot            | 1     |
| 34 | Catalunya            | David Balaguer        | 17 d'agost de 1991     | 185 cm | kg     | Extrem dret      | 1     |

- Entrenador: Xavi Pascual.[1]